# Schloss Mortiercrolles

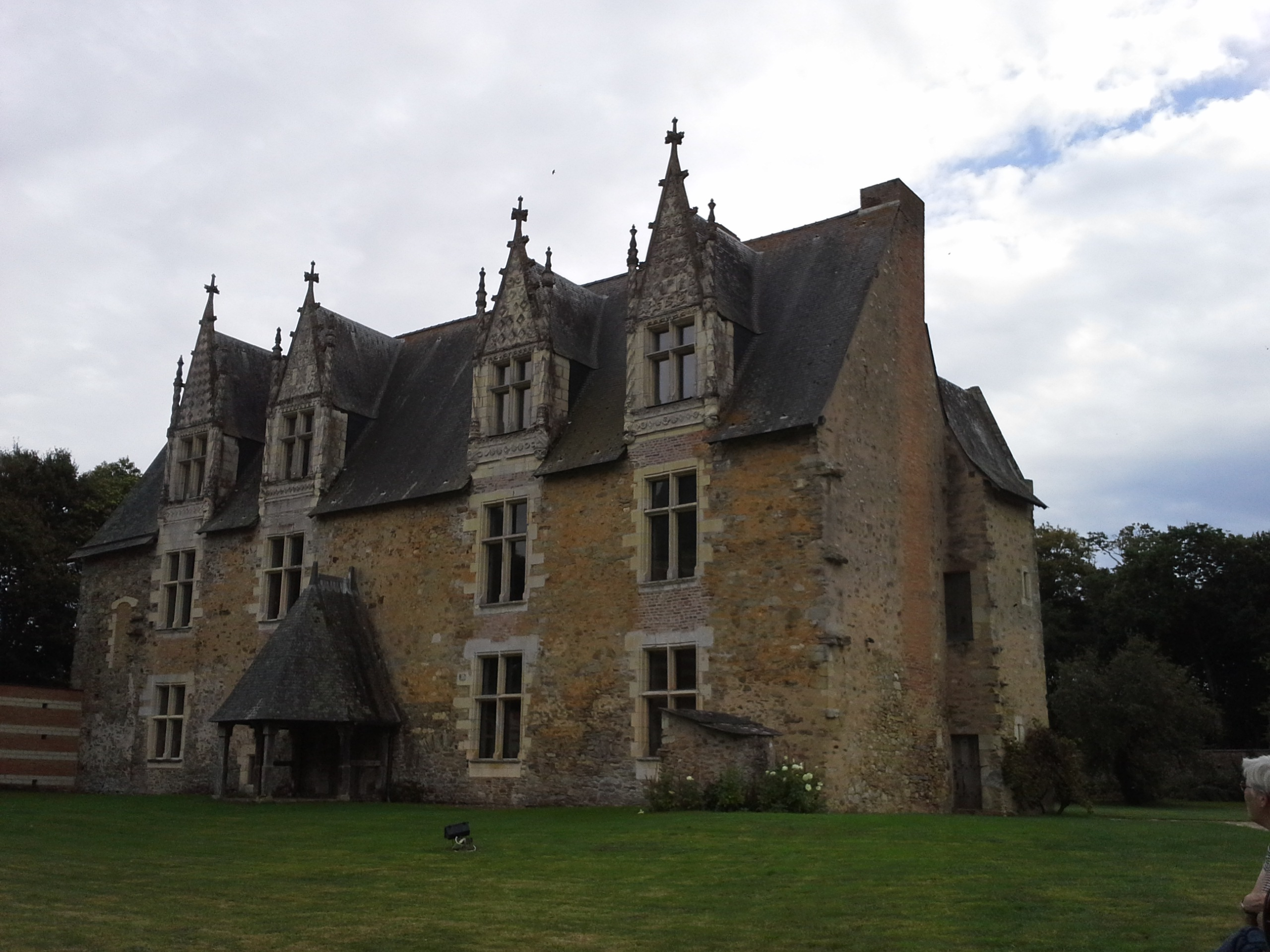
Corps de Logis des Schlosses Mortiercrolles

Das Schloss Mortiercrolles (auch Mortier-Crolles) in Saint-Quentin-les-Anges im Département Mayenne ist ein Gebäude im Stil Ludwigs XII und befindet sich einen Kilometer südöstlich des Ortes.
Das Gebäude wurde am 2. Januar 1924 teilweise als Monument historique klassifiziert.

## Bezeichnungen
- L’hostel de Mortiercrolle, 1415
- Mortiercroulle, 1415, 1514
- La chastellenie, terre et seigneurerie de Mortiercrolles, 1570
- La baronnie de Mortiercrolles, 1662

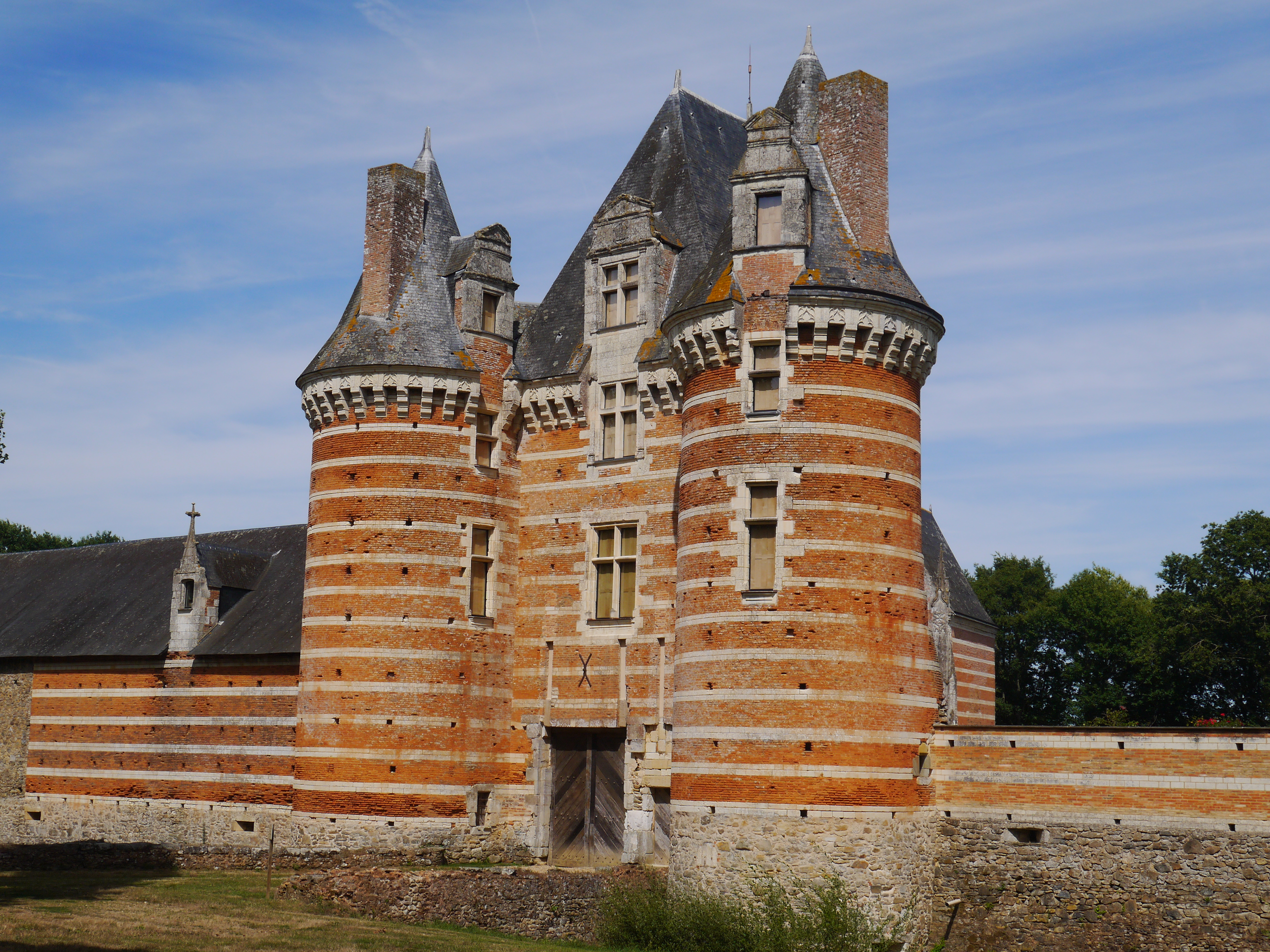
Schlosseingang (Châtelet)

## Beschreibung
Die Burg wurde in den letzten Jahren des 15. Jahrhunderts von Pierre I. de Rohan, dem Marschall Gié, wieder aufgebaut. Wenn man es mit den Ruinen der Burg Montjean vergleicht, versteht man, dass von 1460 bis 1500 in Frankreich Frieden herrschte. Der Louis-XII-Stil ist charakteristisch für diese Übergangszeit zwischen der gotischen Kunst und der Französischen Renaissance. Im Allgemeinen bleibt die Struktur französisch, nur das Dekor ändert sich und wird italienisch. Die Auswahl und Anordnung der Materialien, die abwechselnden Schichten aus Tuff und Mauerziegel, die breiten Öffnungen, die sich dank der spitzen Giebel der Dachfenster bis zum Dachfirst erstrecken, und die anmutig ausgehöhlten und mit feinen Schnitzereien verzierten Kragsteine der Maschikulis ersetzen mit Anmut die schweren Massen, die fünfzig Jahre zuvor den Anspruch erhoben hatten, der noch in den Kinderschuhen steckenden Artillerie standzuhalten. Die Umfassungsmauer, jenseits des breiten Wehrgrabens, der sie schützt, besaß an den Ecken vier Türme mit Erkerzapfen. Vor allem das Châtelet ist gut erhalten und elegant. Das Châtelet mit seinen zerbrochenen, aber immer noch soliden Mauern ist dank der abwechselnd weißen und braunen Schichten dekorativ. Abbé Angot berichtet, dass das eigentliche Schloss mit seiner gedeckten Freitreppe und den gekreuzten Sprossenfenstern, die jedoch keine Verzierungen aufweisen, den Accessoires geopfert worden zu sein scheint und weitaus weniger künstlerisch anmutet.
Der von der Kurtine umschlossene Raum war in drei Teile gegliedert: einen Garten, auf den sich die Rückseite des Wohnhauses öffnete, einen Ehrenhof, der durch das Eingangsschlösschen bedient wurde, und eine Vorburg, die vom Ehrenhof durch eine Mauer mit einem monumentalen Tor getrennt war. Ohne mit den anderen vom Marschall Gié geschaffenen Residenzen vergleichbar zu sein – Le Verger bleibt „mehr als königlich“, schreibt Célestin Port, und La Motte-Glain – ist Mortiercrolles noch immer ein erhaltenswertes architektonisches Werk, das typisch für eine Epoche zwischen der Gotik und der Renaissance ist.

## Geschichte
Die Châtellenie wurde – einem Memorandum aus dem 18. Jahrhundert folgend –, zusammen mit der Châtellenie de l'Hôtellerie de Flée um 1500 von Ludwig XII. zur Baronie erhoben, obwohl der Titel Baronie erst Mitte des 17. Jahrhunderts auftaucht. Châtelais, Saint-Quentin, Mée und Le Bourgneuf ging es ebenso. Die Baronie unterstand dem König durch das Herzogtum Anjou.

### Die Herren und Damen von Mortiercrolles im 14. und 15. Jahrhundert
- Maurice de Remefort, Seigneur de Remefort in Saint-Aignan-de-Gennes, ⚭ Agnès du Melle, Dame d'Angerville
- Isabeau de Remefort, Dame de Remefort et de Mortiercrolles, deren Tochter; ⚭ Amaury I. de Clisson, (X 1347 in der Schlacht von La Roche-Derrien (Haus Clisson))
- Amaury II. de Clisson, 1382 bezeugt, Seigneur de Remefort, deren Sohn
- Isabeau de Clisson, 1413 bezeugt, dessen Schwester; ⚭ 1351 Renaud d’Ancenis († um 1384)
- Isabeau d’Ancenis, Dame de l’Isle-d‘Aurillé et de Remefort, deren Tochter; ⚭ Bertrand du Guesclin, Seigneur de La Morelière, Vetter des Connétable Bertrand du Guesclin
- Catherine du Guesclin, Dame du Verger († nach 1461), deren Tochter; ⚭ 1405 Charles I. de Rohan († 1438), Seigneur de Guéméné (Haus Rohan)

### Die Rohan-Gié (15./16. Jahrhundert)
- Louis I. de Rohan († 1457), Seigneur de Guéméné, deren Sohn; ⚭ Marie de Montauban, Dame de Montauban-de-Bretagne et de Landal
- Pierre I. de Rohan († 1513), Seigneur de Gié, Marschall von Frankreich, deren Sohn; ⚭ Françoise de Penhoët
- Charles de Rohan († 1528), Seigneur de Gié, deren Sohn; ⚭ Giovanna Sanseverino
- François de Rohan († 1559), Seigneur de Gié, deren Sohn; ⚭ Catherine de Silly, Comtesse de Rochefort
- Léonore de Rohan († 1583), Comtesse de Rochefort, deren Tochter; ⚭ Louis VI. de Rohan († 1611), Prince de Guéméné, Comte de Montbazon

### Die Rohan-Guéméné
- Pierre de Rohan (1567–1622), Prince de Guéméné, deren Sohn; ⚭ Madeleine de Rieux, Tochter von Guy, Seigneur de Châteauneuf (Haus Rieux);
- Anne de Rohan (1606–1685), Princesse de Guéméné, deren Tochter; ⚭ Louis VIII. de Rohan, 3. Duc de Montbazon (1598–1667)
- Charles II. de Rohan (1633–1699), Duc de Montbazon, Prince de Guéméné, deren Sohn; ⚭ Jeanne Armande de Schomberg (1633–1706), Tochter von Henri de Schomberg, Comte de Nanteuil, Marschall von Frankreich
- Charles III. de Rohan (1655–1727), Duc de Montbazon, Prince de Guéméné; ⚭ Charlotte Elisabeth de Cochefilet (1657–1719), Erbtochter von Charles de Cochefilet de Vaucelas, Comte de Vauvineux
- Hercule Mériadec de Rohan (1688–1757), Duc de Montbazon, Prince de Guéméné, deren Sohn; ⚭ Louise Gabrielle Julie de Rohan, Tochter von Hercule Mériadec de Rohan, Duc de Rohan-Rohan
- Ferdinand Maximilien Mériadec de Rohan-Guéméné (1738–1813), Erzbischof von Bordeaux, Erzbischof von Cambrai, deren Sohn, verkauft Mortiercrolles 1763 für 160.000 Livres an Jean-Baptiste du Tertre, Marquis de Sancé

### Familie Le Tertre (18./19. Jahrhundert)
- Jean-Baptiste du Tertre, Marquis de Sancé († 1779), Baron de Mortiercrolles; ⚭ 1722 Gabrielle-Renée Trochon de La Chapelle (1708–1784), Dame de La Chapelle
- Jean-Baptiste de Tertre, Marquis de Sancé (* 1730), Baron de Mortiercrolles, deren Sohn
- Catherine-Jeanne du Tertre (* 1779), Baronne de Mortiercrolles, dessen Schwester; ⚭ 1754 Joseph de Préaulx (1721–1789), Marquis de Préaulx
- Joseph de Préaulx (1755–1802), Marquis de Préaulx, Baron de Mortiercrolles, deren Sohn; ⚭ 1784 Marthe de Meaulne (1758–1791)
- Joseph de Préaulx (1787–1849), Marquis de Préaulx, Baron de Mortiercrolles, deren Sohn; ⚭ 1810 Catherine Rouillé du Coudray († 1870),
- Joseph-Hilaire Généviève de Préaux (1814–1884), Marquis de Préaulx, Baron de Mortiercrolles, deren Sohn; ⚭ 1838 Sophie de Gibot (1815–1847)

### Familie de Montault (19./20. Jahrhundert)
- Odet de Montault (1849–1881), Comte de Montault, Baron de Mortiercrolles; ⚭ (1) 1877 Agnès de Rohan-Chabot (1854–1927), Tochter von Charles Louis Josselin de Rohan-Chabot, Duc de Rohan; ⚭ (2) 1888 Arthur Comte de Rougé (1844–1913), 1905 Duque de Caylus, Grande von Spanien 1. Klasse
- Marie Antoinette de Rougé (1890–1954), Duquesa de Caylus, Baronne de Mortiercrolles, deren Tochter aus zweiter Ehe; ⚭ (1) 1910 Jean de Nettancourt-Vaubécourt (1876–1915); ⚭ (2) 1916 Olivier de Rous de La Mazeliére (1865–1942) Marquis de La Mazeliére
- Jeanne de Rous de La Mazelière (1917–1997), Duquesa de Caylus, deren Tochter aus zweiter Ehe; ⚭ 1938 Philippe de Dampierre (1917–1962) – Nachkommen